# 戀內衣

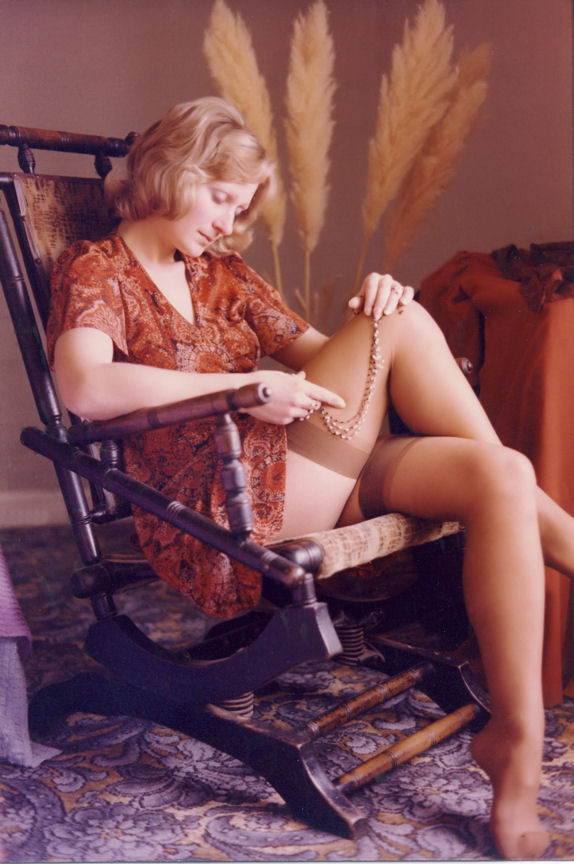
戀內衣的子類之一是對絲襪的迷戀。

戀內衣是指與內衣相關的戀物癖，這些戀物癖者會從觀看、穿脫、嗅聞某些類型的貼身衣物（包括胸罩、內褲、絲襪、褲襪）等而產生性興奮，無論是實體的、或是描繪其內容的圖像皆然。某些人可能會因此而竊盜他人的內衣。
如果戀內衣並沒有給當事人或其他人帶來傷害或嚴重的困擾，那麼戀內衣就不算是性慾倒錯。

## 女式內褲

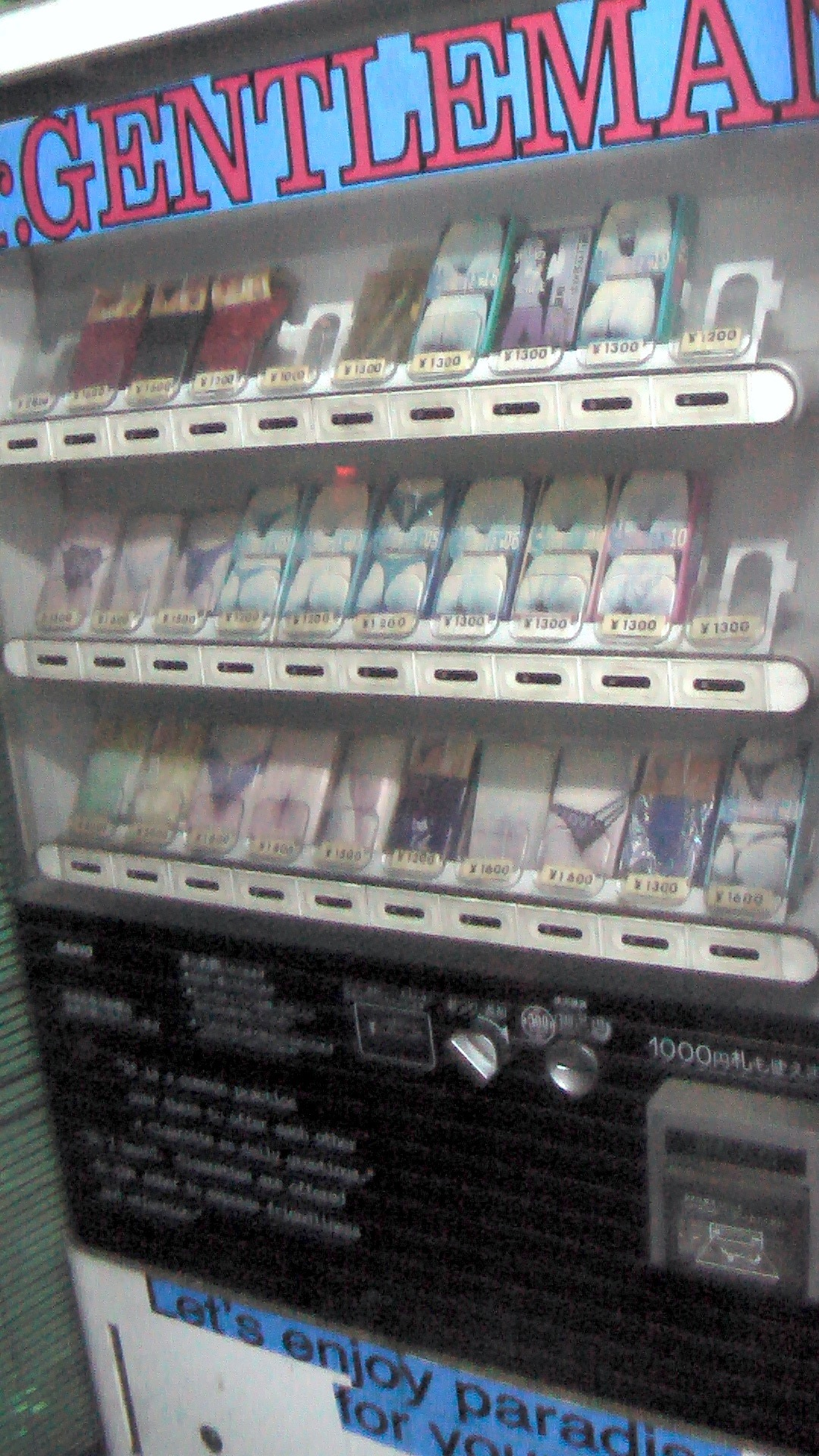
放置於色情制服店內，販售穿過的女式內褲的自動販賣機。

戀內褲癖的其中一個子類是情趣內褲。戀內褲癖的行為包括分享描繪暴露內褲的印刷品或數位圖像、或是觀看、觸摸實體的內褲。不同的戀內褲癖者對於內褲有不同的、甚至是完全相反的偏好，例如某些人會偏好覆蓋整個臀部的內褲（例如平腳褲），有些則偏好暴露臀部的內褲（例如G弦褲）

### 穿過的女式內褲
最常見的戀內褲類型之一是穿過的內褲。在這種情況下，內褲或其它貼身衣物會因為它被穿過而顯得色情化。隨著網際網路的興盛，一個為了滿足戀內褲癖者的新興產品「原味內褲」誕生了，賣家會透過各自或專門的網站銷售自己穿過的內褲。每件原味內褲會因為它們被穿過的時間而有不同的價碼，當穿著的時間較長、或是賣家聲稱曾在穿著它時自慰，則原味內褲的價格就會更高。“原味內褲”的文化流行源于日本。在日本，存在著銷售這種商品的實體店面，稱為色情制服店。而在日本以外的地方，這種商品只會在網際網路上由獨立的賣家販售，而不會涉及立案企業。

## 絲襪

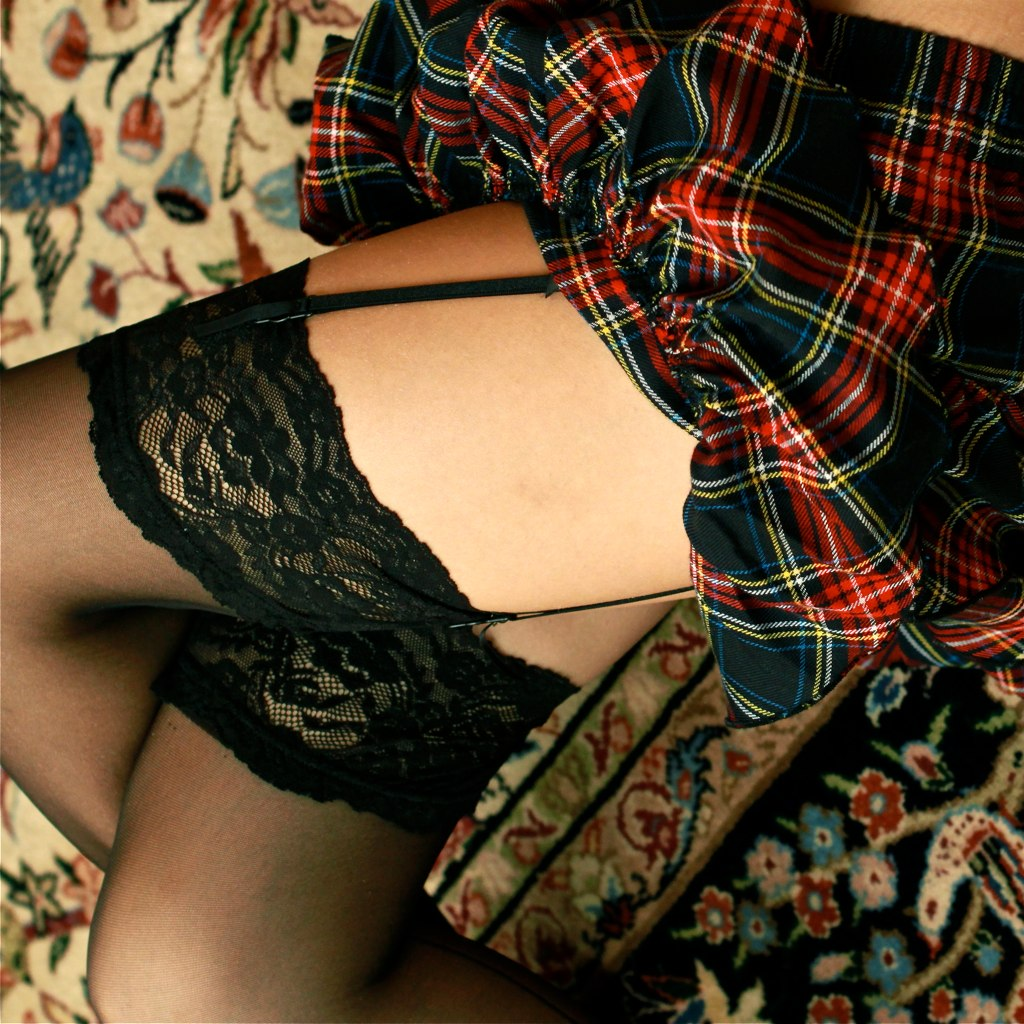
穿著過膝絲襪與吊襪帶的人。

一些人從女用絲襪的外觀或觸感上體驗到性興奮，透明的尼龍、絲織品、蕾絲、吊襪帶，穿脫絲襪的行為都可以產生色情的性吸引力或美學上的愉悅。戀絲襪癖可能包括其它有助於增強幻想的女性衣物，有些人會為了達到在短時間內刺激性慾的目的而穿著女式內褲、吊襪帶和絲襪，而有些則會在日常生活中、於西裝底下長期地穿著它們。
1995年7月和8月，一項由千餘名英國男性為研究對象的調查顯示，在西歐發達國家的成年男性之中，有約5%至10%的人一生中至少有過一次穿單件、多件或整套女性貼身衣物的經驗。研究還得出了一個結論，這些穿著內衣的男人們大多都是異性戀者，而且不少是有家庭、有妻小、過著相對正常生活的人。根據這些研究發現，戀絲襪癖者特別喜歡尼龍或氨綸材質，它們的平滑性、彈性和純粹性所提供的視覺效果與觸感與粗糙的、缺乏吸引力的一般男用內衣相比具有很大的反差。這些經常會穿著女性的貼身衣物或使用女性用品的男性們，會因為它們帶來放鬆和整體舒適感，而在調查中給出「官能的」而不是帶來性刺激的回答。
網路購物的出現讓男性能夠更便利地瀏覽並購買各式各樣的內衣商品。男人通常會投入大量的金錢與努力以取得他們所需的貼身衣物，因此現在世界各地許多原本專門從事女性相關服裝或貼身衣物的製造商與零售商也開始跨足不斷擴張的男性市場以在這一潛在市場中獲取利益。
這些戀絲襪癖者可以依據各自偏好的絲襪類型分為許多子類 ，譬如、有些人喜歡網襪、有些喜歡過膝襪等。
在ACG次文化中，絕對領域是指穿著迷你裙（廣義而言也包括短褲）與膝上襪時大腿暴露出來的皮膚部份。

## 胸罩

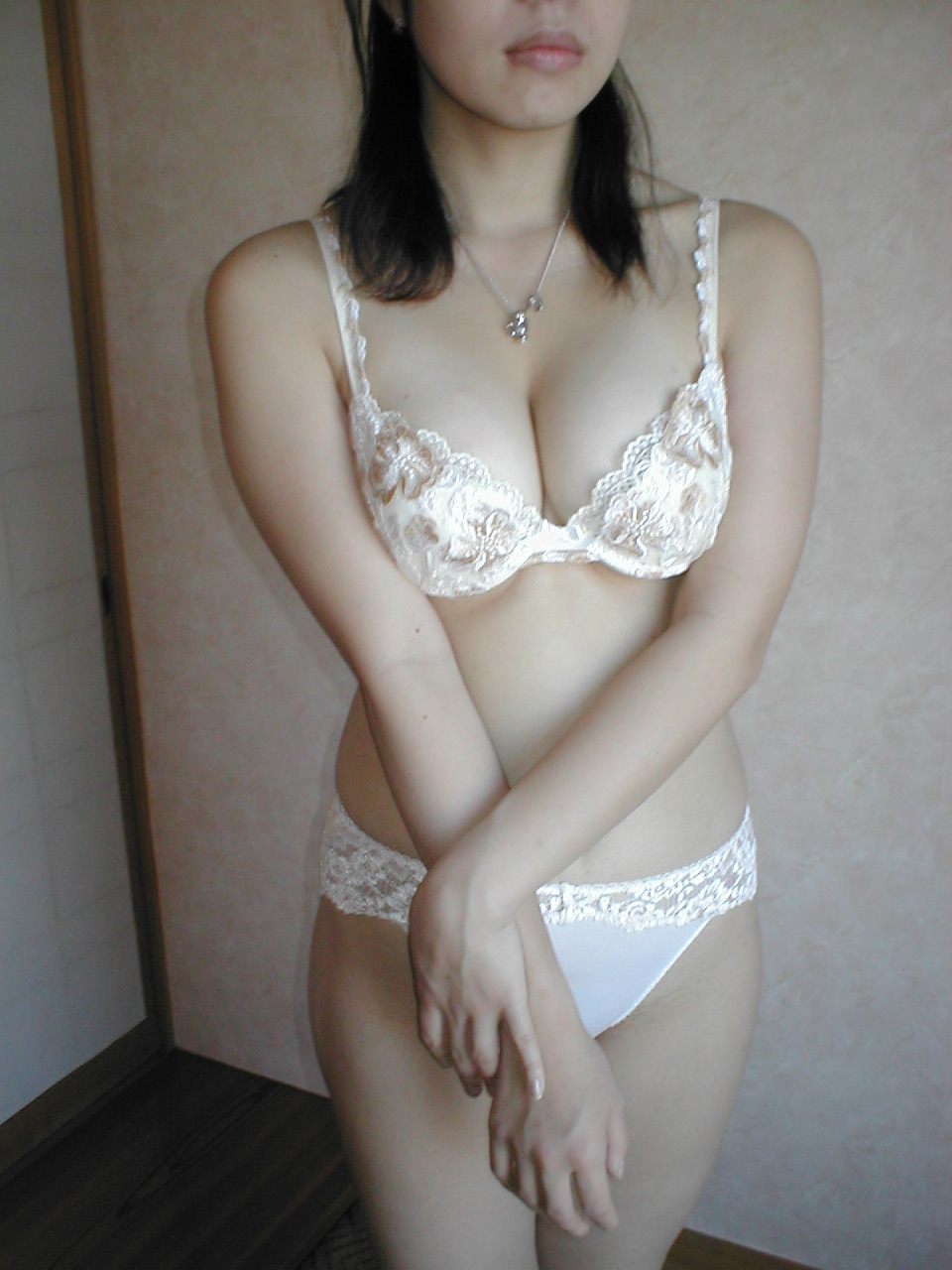
穿著白色蕾絲胸罩的女人。

有些人會因為女用胸罩的外觀或觸感而產生性興奮，胸罩的材質、花紋、以及穿戴者戴上胸罩後的形象都是吸引力的來源，而有些人也會從脫去胸罩的過程得到興奮感。

## 絲綢與色丁
一些人會從絲綢製品的外觀或觸感上產生性興奮之感，這些刺激可能源自於觀看穿著此種衣物的人、穿著該衣物時的感覺或該衣物本身。它柔軟、光滑、閃耀、優雅、魅力與浪漫的特質吸引著愛好者。引發性刺激的材料主要是絲綢和色丁製品，但也包括其他有類似性質的材料，例如氨綸或聚酯。